# Пяски (Свідницький повіт)

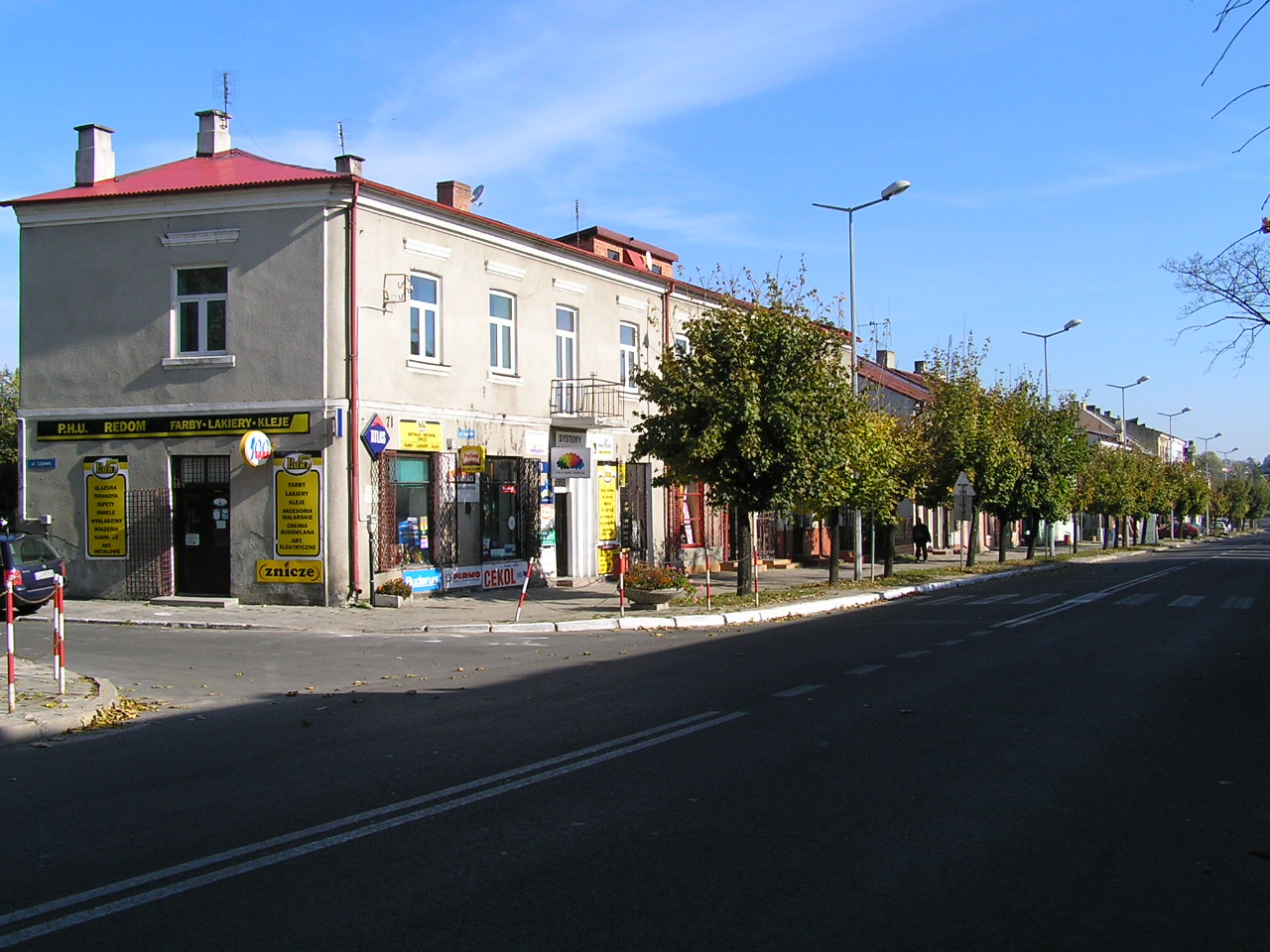
Головна вулиця

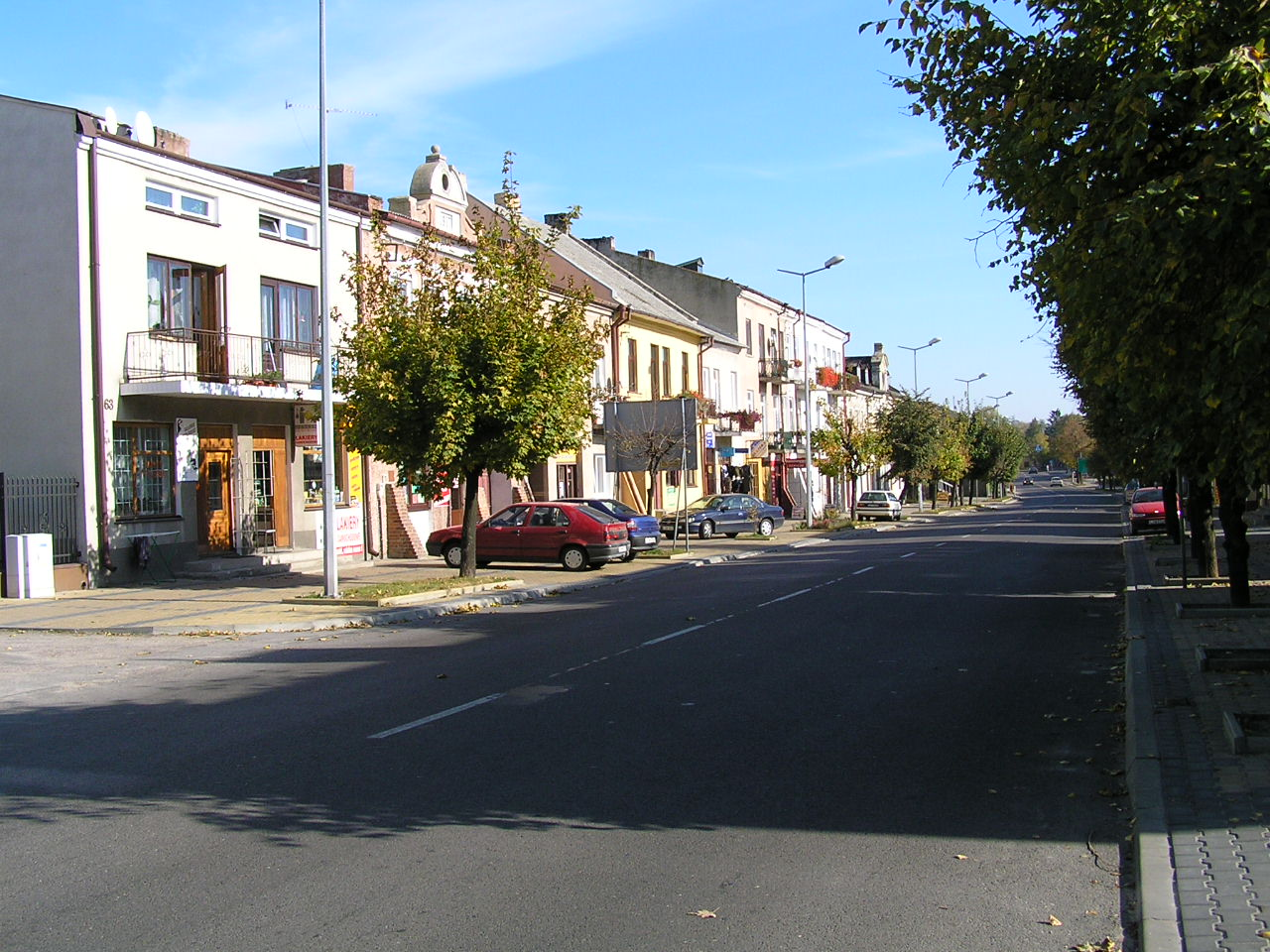
Головна вулиця

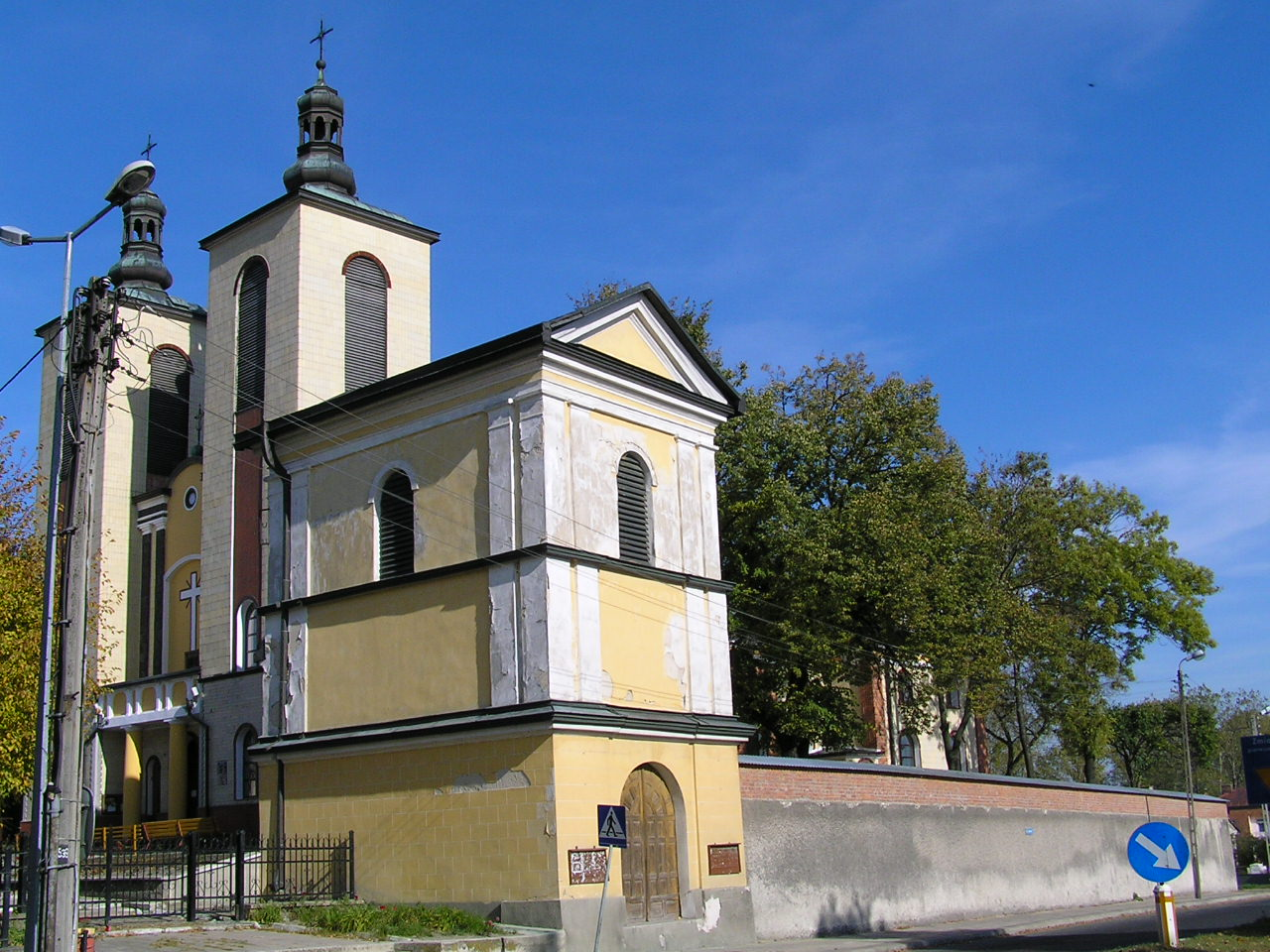
Костел з бароковими дзвіницями

Пя́ски (пол. Piaski) — місто у східній Польщі. Належить до Свідницького повіту Люблінського воєводства.

## Населення
Демографічна структура станом на 31 березня 2011 року:
|          | Загалом | Допрацездатний вік | Працездатний вік | Постпрацездатний вік |
| -------- | ------- | ------------------ | ---------------- | -------------------- |
| Чоловіки | 1281    | 245                | 889              | 147                  |
| Жінки    | 1437    | 240                | 824              | 373                  |
| Разом    | 2718    | 485                | 1713             | 520                  |

## Особистості

### Народилися
- Марцін Свєтліцький — польський поет, письменник та музикант.